# Avalanche (norwegische Band)
Avalanche ist ein norwegisches Synthpop-Duo, das 1984 gegründet wurde. Die Gruppe besteht aus dem Paar Kjetil Røsnes (geb. 30. März 1960 in Lørenskog) und Kirsti Johansen (geb. 22. September 1963 in Kristiansand). Mit den Singles Johnny, Johnny Come Home und I Will Wait gelangen Ende der Achtziger Charterfolge in Norwegen und vor allem in Frankreich. Ab Mitte der neunziger Jahre erzielten Røsnes und Johansen auch für andere Künstler Charterfolge, u. a. für Samantha Fox.
Ferner nahmen sie mehrfach kompositorisch und auch gesanglich am norwegischen Vorentscheid für den Eurovision Song Contest teil.

## Geschichte
Ab den späten 1980er und 1990er Jahren lebte und arbeitete das Paar in Deutschland und Frankreich. Seit 2005 lebt das Paar mit ihren beiden Kindern in Aurskog-Høland in Norwegen. Kjetil Røsnes ist außerdem Eigentümer von Planet Orange Production, einer Musikproduktionsfirma mit Sitz in Aurskog.
1989 hatte das Duo seinen größten Hit mit dem Song Johnny, Johnny Come Home (der ein Jahr zuvor während einer Nacht in Hamburg geschrieben wurde) in Frankreich, wo es acht Wochen lang die Nummer eins war (rund 700.000 verkaufte Einheiten). Auch in ihrem Heimatland Norwegen war der Titel erfolgreich. Mit I Will Wait gelang eine weitere Chartplatzierung in Frankreich. Im selben Jahr erschien auch ihr selbstbetiteltes Debütalbum Avalanche. Der Vertrieb erfolgte über die deutschen Plattenlabels Wea-Rekords und TELDEC.
Nach einigen weiteren Singleveröffentlichungen erschien 1992 das Zweitalbum Westbound bei EastWest.
Mitte der neunziger Jahre schrieben Kjetil Røsnes und Kirsti Johansen mit Santa Maria, ein recht erfolgreiches Stück sowohl für die niederländische Sängerin Tatjana Šimić (1995) als auch für Samantha Fox (1997).
Ab Ende der Neunziger Jahre veröffentlichten sie unter dem Pseudonym K + K.
2007 nahm die Gruppe Blue Moon Band mit dem von Kjetil & Kirsti geschriebenen Titel Goodbye to Yesterday, am Melodi Grand Prix teil, dem norwegischen Vorentscheid für den Eurovision Song Contest. Ein Jahr später waren Avalanche sogar selbst mit dem Song Two Monkeys (On the Roof) beim Melodi Grand Prix vertreten.
Das Lied wurde bereits 1997 geschrieben, als das Paar in Frankreich in der Nähe von Cannes wohnte. Aber sie konnten nicht gemeinsam am Melodi Grand Prix 2008 in Norwegen teilnehmen, da Kirsti an den Stimmbändern erkrankt war. Für den Auftritt wurde sie durch Camilla Alvestad (ehemaliges Mitglied der norwegischen Band Reset) ersetzt.
Erst 2015 wurde das Duo wieder aktiv, gab akustische Konzerte und feierte damit ihr 30-jähriges Bestehen.

## Diskografie

### Alben
- 1989: Avalanche
- 1992: Westbound
- 2002: K + K(promo als K + K)[20]

### Singles
- 1984: Heaven Tonight
- 1986: Wheel of Fortune
- 1987: Bird of Paradise
- 1988: Johnny, Johnny Come Home
- 1989: All blame on love (als Bluebeat)[21]
- 1989: I Will Wait
- 1990: Blue Train
- 1990: Riding on a Storm
- 1991: Love Me, Please Love Me (Michel-Polnareff-Cover)
- 1991: Young Guns
- 1992: When the Cowboys Come
- 1999: Cosmic Philosophy (als K + K)[22]

### Weitere Veröffentlichungen
- 2008: Two Monkeys (On the Roof) (Beitrag zum norwegischen Melodi Grand Prix)